# Dana Procházková
Dana Procházková, född 1951, tjeckoslovakisk orienterare som tog brons i stafett vid 1974.